# 金江火把花
金江火把花（学名：Colquhounia compta）为唇形科火把花属下的一个种。

## 扩展阅读
- 維基物種上的相關：金江火把花